# 본질적 위계
본질적 위계(本質的 位階, essential dignity)는 점성술 분야에서 사용되는 행성의 신화적 특징으로, 황도대에서 행성이나 가상점이 위치한 별자리와 도수에 의해서 그것의 강약과 본질이 결정된다. 17세기의 출중한 점성가 윌리엄 릴리는 본질적 위계를 "행성 (또는) 운명점의 강함과 용기 그리고 약함 등"으로 분류했다. 다른 한편으로는, 본질적 위계는 마치 출생 천궁도의 하늘에서 다른 요소들로부터 분리된 것처럼, 행성이나 가상점의 강약에 대한 판단만을 추구한다.
이것에 비해 우발적 위계(偶發的 位階, accidental dignity)는 출생 천궁도에서 행성이나 가상점이 다른 요소들과의 관계에서 비롯된 힘이 어느 정도인가를 나타낸다. 차트에서 다른 행성이나 모서리 혹은 항성과 근접해 있거나, 다른 행성이나 가상점과 각을 맺고 있는 (또는 모서리를 기준으로 대칭을 이루는) 행성을 그러한 예로 들 수 있다.
예를 들면, 화성이 염소자리 27도에 위치해 있다면, 그것의 본질적 위계는 염소자리에서 고양됨과 염소자리 의 27도의 텀의 주인으로 그리고 염소자리 27도의 페이스의 주인으로 고려될 수 있다. 그것이 적지 않게 위계가 부여된 화성이다.
만일 출생 천궁도에서 화성이 열두번째 하우스에 위치해 있다면, 그것이 약하거나 악의 있는 마침의 하우스에 있다고 해석 되어, 화성의 우발적 위계는 매우 빈약해 진다. 게다가, 화성이 염소자리의 주인인 토성 같은 악의성 행성과 우측 사분위각을 이룬다면, 화성의 힘과 능력은 방해를 받아 오히려 호의적으로 작용할 것이다. 이러한 우발적 위계의 요소들이 본질적 위계에서 만큼은 강한 화성을 화성을 약하게 만드는 경향이 있다.
전통적으로 다섯 가지의 본질적 위계가 있다.:
- 거주지(주인지위 또는 집) + 손상
- 고양 + 쇠퇴
- 삼궁
- 육분각(텀 또는 바운드)
- 십분각(페이스 또는 테칸)

보나티와 릴리와 같은 중세 점성가들에게 있어서, 위계는 계급이었다. 가장 중요한 위계는 거주지의 주인지위였고, 보다 약간 덜 중요한 것은 고양이었다. 중세 점성술에서는 삼궁의 주인지위 역시 상당히 중요하지만, 클라우디오스 프톨레마이오스와 같은 헬레니즘 점성가들에게는 전혀 그렇지 않다. 텀 또는 바운드라고도 불리는 육분각에 대한 주인지위는 중요성이 매우 많이 감소되었고, 테칸이나 '페이스라고도 불리는 십분각에 대한 주인지위는 거의 전적으로 무시된다.(릴리는 육분각의 주인으로 역할하는 유일한 기능은 어떠한 이로운 본질적 위계도 갖추지 못하여 유해한 상황이라고 여겨지는 완전한 유랑 상태로부터 행성을 보호하는 것이라고 했다.)
그러나, 헬레니즘 점성가들은 위계에 대해 중세 점성가들과는 매우 다른 견해를 갖고 있다. 프톨레마이오스와 베티우스 발렌스와 같은 초기의 점성가들은 거주지의 주인지위와 고양, 삼궁의 주인지위 그리고 육분각의 주인지위가 효력에 있어서 모두 동등한 세기를 갖는다고 보았다.
많은 현대 점성가들은 본질적 위계에 있어서 거주지의 주인지위만 제외하고 나머지는 약간만을 유의한다. 그러함은 18세기에 인기를 잃었을 때 나타난 점성술 기법의 단순화의 결과일 가능성이 가장 높다.(점성술의 역사 참조.)

## 가장 일반적으로 사용되는 전통적인 본질적 위계표[2]
| 별자리     | 거주지 | 손상 | 고양 | 쇠퇴 |
| ---------- | ------ | ---- | ---- | ---- |
| 양자리     | 화성   | 금성 | 태양 | 토성 |
| 황소자리   | 금성   | 화성 | 달   | 없음 |
| 쌍둥이자리 | 수성   | 목성 | 없음 | 없음 |
| 게자리     | 달     | 토성 | 목성 | 화성 |
| 사자자리   | 태양   | 토성 | 없음 | 없음 |
| 처녀자리   | 수성   | 목성 | 수성 | 금성 |
| 천칭자리   | 금성   | 화성 | 토성 | 태양 |
| 전갈자리   | 화성   | 금성 | 없음 | 달   |
| 사수자리   | 목성   | 수성 | 없음 | 없음 |
| 염소자리   | 토성   | 달   | 화성 | 목성 |
| 물병자리   | 토성   | 태양 | 없음 | 없음 |
| 물고기자리 | 목성   | 수성 | 금성 | 수성 |

## 십분각
점성술에서, 테칸은 별자리의 10도씩 분할한 구간이며, 그러므로 십분각이라 칭해도 무방하다. 고대의 점성가들은 황도대 별자리에 대한 완전한 해석을 위하여, 각각의 별자리를 거의 열흘에 해당하는 기간씩으로 분할했다. 그러한 분할은 데칸이나 데칸테스라고 알려져 있으며, 행성의 본질적 위계와 혼합되거나 그것을 증감시키는 보조적인 효과로 작용하며 개인의 특징 변화를 담당한다. 36개의 데칸은 360일이므로 1년의 365일에서 5일(때때로 6일)이 남기 때문에, 그러한 열흘씩의 구간은 다소 임의적이다.
고대의 서양 점성술의 개념에 근거한다면, 십분각과 그것들의 주인들은 다음과 같이 할당될 수 있다.
| 별자리     | 1번째 십분각의 주인 | 2번째 십분각의 주인 | 3번째 십분각의 주인 |
| ---------- | ------------------- | ------------------- | ------------------- |
| 양자리     | 화성                | 태양                | 금성                |
| 황소자리   | 수성                | 달                  | 토성                |
| 쌍둥이자리 | 목성                | 화성                | 태양                |
| 게자리     | 금성                | 수성                | 달                  |
| 사자자리   | 토성                | 목성                | 화성                |
| 처녀자리   | 태양                | 금성                | 수성                |
| 천칭자리   | 달                  | 토성                | 목성                |
| 전갈자리   | 화성                | 태양                | 금성                |
| 사수자리   | 수성                | 달                  | 토성                |
| 염소자리   | 목성                | 화성                | 태양                |
| 물병자리   | 금성                | 수성                | 달                  |
| 물고기자리 | 토성                | 목성                | 화성                |

## 현대 위계
다른 본질적 위계의 사용을 꺼려하는 많은 현대 점성가들은 세 개의 가시외 행성인 천왕성과 해왕성 그리고 명왕성을 각각 물병자리와 물고기자리 그리고 전갈자리의 현대 주인으로 사용한다. 그러한 실천은 그 행성들의 본성과 그 별자리들의 본성 사이의 유사성에서부터 비롯되었다.

## 같이 보기
- 육분각
- 십분각
- 다와다삼사

## 참고 문헌
- Ptolemy, Tetrabiblos, tr. J. Ashmand, 1822, complete.
- Vettius Valens. The Anthology. Book III. [translated by Robert Schmidt and edited by Robert Hand.] Project Hindsight, Greek Track, Vol. VIII (The Golden Hind Press, Berkeley Springs, WV, 1994).
- Late Classical Astrology: Paulus Alexandrinus and Olympiodorus (with the Scholia of later Latin Commentators). (Translated by Dorian Gieseler Greenbaum.) Archive for the Retrieval of Historical Astrological Texts (ARHAT) , 2001.
- William Lilly, Christian Astrology, Book 1: An Introduction to Astrology; Book 2: The Resolution of All Manner of Questions, 1647. 2nd ed., 1659. Re-published by Astrology Classics (Bel Air, Maryland), 2004; by Ascella Publications, ed. D. Houlding, London, 1999; and [in facsimile of 1647 edition] by Regulus Press, London, 1985.
- William Lilly, Christian Astrology, Book 3: An Easie And Plaine Method Teaching How to Judge upon Nativities, 1647. 2nd ed., 1659. Re-published by Astrology Classics (Bel Air, Maryland), 2004; by Ascella Publications, ed. D. Houlding, London, 2000; and [in facsimile of 1647 edition] by Regulus Press, London, 1985.
- Hand, Robert. Horoscope Symbols. Schiffer Publishing (Easton, PA., 1987), ISBN 0-914918-16-8.
- Crane, Joseph. Astrological Roots: The Hellenistic Legacy. (The Wessex Astrologer, Ltd., 2007.) ISBN 1-902405-24-2.
- Marion D. March and Joan McEvers, The Only Way to Learn Astrology, 6 volumes. (ACS Publications, San Diego, 1982.)
- Understanding Planetary Dignity and Debility 보관됨 2016-04-22 - 웨이백 머신, by Deborah Houlding; Skyscript.